# Kalteneck (Hutthurm)

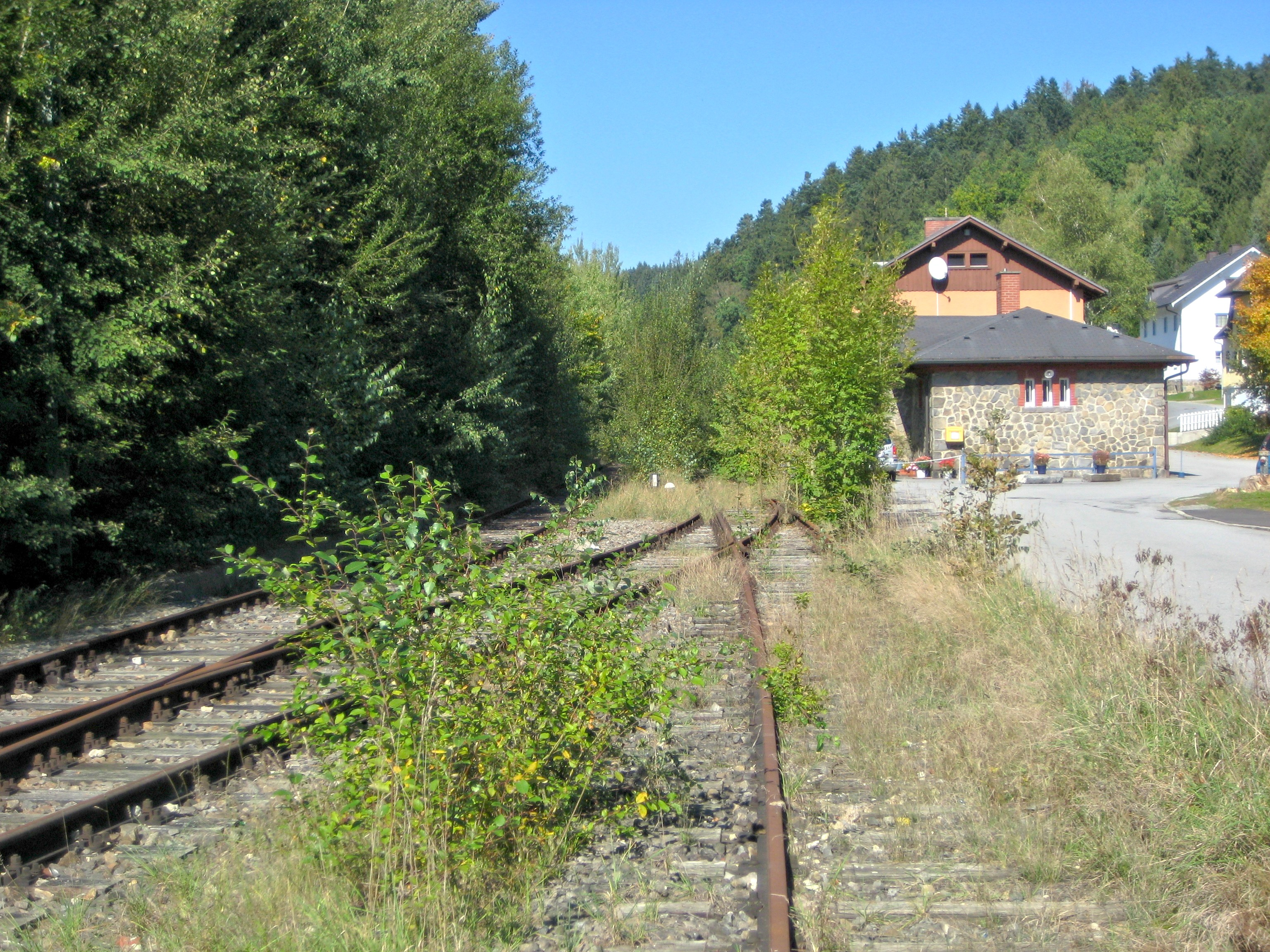
Der Bahnhof Kalteneck vor der Reaktivierung

Kalteneck ist ein Gemeindeteil des Marktes Hutthurm im niederbayerischen Landkreis Passau. Der Ort liegt im Tal der Ilz etwa einen Kilometer nordwestlich von Hutthurm beim Autobahnzubringer Staatsstraße 2131, der hier auf einer Brücke die Ilz überquert.

## Der Bahnhof
Der Ort Kalteneck entstand nach dem Bau der Bahnstrecke Passau–Freyung. Bereits am 4. März 1884 forderte die Marktverwaltung Hauzenberg in einem Schreiben an die Eisenbahn-Bausektion Passau, oberhalb Hutthurms an der Ilz einen Bahnhof zu erbauen. Eine Station dort sei von größtem Vorteil für die vom Hauzenberger Granit abhängigen Steinhändler und Steinmetze. Dies war die Folge einer Erklärung von Lorenz Kinateder, dem Hauptindustriellen der Hauzenberger Steinindustrie, der sich damit zugleich gegen einen Bahnhof in Hutthurm oder Büchlberg wandte.
Nach längerem Tauziehen erhielt Kalteneck beim Bau der Bahnstrecke tatsächlich einen eigenen Bahnhof nach dem Vorbild von Berching mit einer Wasserentnahme für Lokomotiven. Im Jahr 1890 wurde die Bahnstrecke eröffnet. Der Bahnanschluss verhalf der heimischen Steinindustrie durch neue und leichtere Absatzwege zur Blüte. Als 1914 die Bahnstrecke Deggendorf–Kalteneck mit Kalteneck als Endstation entstand, war der Bahnhof sogar zu einem Eisenbahnknotenpunkt geworden.
Die Bahnstrecken durch Kalteneck wurden 1995 beziehungsweise 2002 stillgelegt, aber nicht freigestellt. Unter der Bezeichnung „Ilztalbahn“ wurde die Strecke zwischen Passau und Freyung von Ehrenamtlichen reaktiviert. Seit Juli 2011 findet regelmäßiger Verkehr an Wochenenden und Feiertagen auf der Gesamtstrecke statt. Seit der Saison 2014 wird Kalteneck dabei wieder als Ausweichbahnhof genutzt.
| Linie      | Strecke                                                        | Taktfrequenz                                                             | Fahrzeugmaterial |
| ---------- | -------------------------------------------------------------- | ------------------------------------------------------------------------ | ---------------- |
| P          | Ilztalbahn bzw. Untere Waldbahn Passau – Waldkirchen – Freyung | sechs Zugpaare an Wochenenden und Feiertagen von 1. Mai bis Ende Oktober | Baureihe 628.2   |
| Stand 2021 |                                                                |                                                                          |                  |

## Die Leisten- und Rahmenfabrik
Die günstigen Verhältnisse mit Vorhandensein von Holz, Wasser und einem Bahnhof bewogen 1901 die Münchner Leistenfabrikanten F. X. Spagl und H. Pernpointner in Kalteneck die Leistenfabrik Spagl & Co., OHG zu bauen. Spagl fertigt Halb- und Fertigerzeugnisse und ist heute einer der führenden europäischen Hersteller von Bilderleisten und Bilderrahmen aus Holz.